# Jiří Douba
Jirí Douba (Karlovy Vary, 23 maggio 1958) è uno schermidore cecoslovacco, ora slovacco, vincitore di una medaglia di bronzo ai campionati europei di scherma.